# Myrtle Cook
Myrtle Alice Cook (później McGowan, ur. 5 stycznia 1902 w Toronto, zm. 18 marca 1985 w Elorze w prowincji Ontario) – kanadyjska lekkoatletka specjalizująca się w biegach sprinterskich, złota medalistka letnich igrzysk olimpijskich w Amsterdamie (1928) w sztafecie 4 x 100 metrów.

## Sukcesy sportowe
- sześciokrotna mistrzyni Kanady w biegach na 60 i 100 yardów w latach 1927–1930
- rekordzistka świata w biegu na 100 m w czasie 12,0 sek. (1928)

| Rok  | Miasto    | Zawody               | Konkurencja             | Wynik                       |
| ---- | --------- | -------------------- | ----------------------- | --------------------------- |
| 1928 | Amsterdam | igrzyska olimpijskie | 4 × 100 m bieg na 100 m | złoty medal awans do finału |

## Rekordy życiowe
- bieg na 100 metrów – 12,0 s (Halifax, 2 lipca 1928)